# NK Dinamo Budimci
NK Dinamo je nogometni klub iz Budimaca u općini Podgorač nedaleko Našica u Osječko-baranjskoj županiji.
NK Dinamo je član Nogometnog središta Našice te Nogometnog saveza Osječko-baranjske županije. Klub ima samo seniorsku ekipu u natjecanju.
Trenutačno se natječe u 3. ŽNL Liga NS Našice.

## Povijest
NK Dinamo Budimci osnovan je 1996. godine. 
Do Domovinskog rata, 1991. godine, u Budimcima je djelovao NK Obilić Budimci (službeno je neaktivan od 1991. godine), te njegovu infrastrukturu danas koristi NK Dinamo. 

## Vanjske poveznice
- Županijski nogometni savez Osječko-baranjske županije  Arhivirana inačica izvorne stranice od 22. svibnja 2016. (Wayback Machine)